# 中華民國空軍F-104

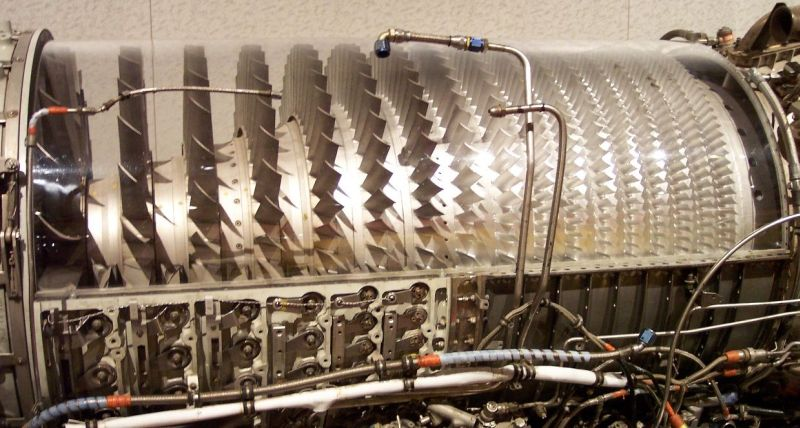
F-104戰機用的J79渦輪噴射發動機

1998年5月22日於台中清泉崗空軍基地舉辦的F-104星式戰鬥機除役典禮，由時任空軍總司令黃顯榮上將（左二）主持

中華民國空軍是美國盟邦中最早獲得F-104星式戰鬥機的外國部隊，第一批2架F-104B型機引進時間是1960年，最後一批16架TF-104G型機除役是在1998年，服役長達38年，飞行时间38万小时，直到1998年除役時，總計114架失事，66名飛行員喪生。依據美國國會圖書館各年度對台軍援及軍售資料顯示空軍總計裝備各型F-104高達302架（含拆零機）。前後接收過來自美國、西德、丹麥、荷蘭、日本、比利時等國的各型F-104，執行阿里山計劃延壽換裝，在機身上並漆有一行紅字「價值台幣五一四六萬，來之不易，當心使用維護」。

## 服役歷史
阿里山一號計劃首批2架F-104B型機（編號4101、4102號）於1960年5月17日由美軍C-124型運輸機運抵空軍公館基地，在中美技術人員共同努力下完成裝配出廠，5月29日由美國軍事顧問團團長杜安少將代表美國政府將首批2架F-104B型機，移交給中華民國參謀總長彭孟緝上將及空軍總司令陳嘉尚上將接收，6月24日由試飛官晏仲華首飛成功，同日阿里山一號計劃換裝訓練正式開始，由3位美籍教官負責訓練空軍23位菁英飛行員，執行「基本戰鬥」、「外場降落」、「夜間訓練」、「壓力衣戰術」、「空靶射擊」、「倍音速鑽升」等訓練科目，並比照美軍飛行員訓練標準，建立每人每月飛行F-104戰機需達15小時的飛行時數制度，11月25日阿里山一號計劃換裝訓練結訓典禮後，F-104星式戰鬥機正式開始執行戰備任務，開啟亞洲國家戰鬥機的倍音速時代。1965年，空軍清泉崗基地各中隊全面換裝F-104戰機，並擔任24小時全天候攔截與制空的任務。
1979年1月1日，美國和中華人民共和國建交，並在《建交公報》中，宣布與中華民國斷交，並根據《臺灣關係法》與台灣進行非官方往來，美國受限於八一七公報，無法再提供中華民國新型戰機，僅同意增加F-5戰鬥機的組裝數量與後勤零件，同時F-104機隊也遭遇消失性商源、機件損耗與機體老化等問題，造成慘重的失事紀錄，服役38年間共有114架各型F-104墜毀，先後66名飛行員殉職，總飛行時數達38萬小時。F-104因此有「飛行棺材」、「寡婦製造機」等惡評。曾有F-104資深飛行員如此形容：「我們必須去，但不一定回來」，述說了當時中華民國國際外交的艱困與F-104戰機的慘澹妥善率。空軍方面因為擁有大量現役F-104，因此在下一代攔截戰機F-X計畫（也就是後來開發經國號戰機的鷹揚計畫）中，早期的鷹揚構型受到F-104型機、特別是J79發動機極大的影響。1988年，空軍新竹基地F-100機隊全面除役，實施阿里山十號計劃，經美國協助向北約組織會員國採購除役的F-104型機，空軍新竹基地也開始全面換裝F-104型機。1993年至1996年，空軍實施「天安特檢」計劃，執行F-104機隊四階段汰除，第一階段檢整75架現役，第二階段降為44架現役，第三階段降為32架現役，第四階段降為16架現役。
1996年，台海飛彈危機爆發，二代戰機尚未整訓完畢之際，各型F-104、F-5E/F及極少量的F-CK-1攜手在台海扛起了最後一次高強度戰備任務。在機體老舊、零件匱乏的情況下，F-104型機妥善率一度跌落不到10架可擔負戰備，又不得不增加出勤架次、更加速機體耗損的惡性循環中。一個未經證實的軍方內部說法指出，是次危機造成日後空軍新舊飛行員之間的對立，原因是當時局勢緊張，空軍不得不將有豐富經驗的飛行老手留下接戰備，而將較資淺（更極端的說法是，更不可靠）之飛行員派往國外接收二代機轉換訓練。日後二代機成軍，技術優異、戰備經驗豐富的老飛行員與相對更依賴電子儀器的二代機飛行員之間屢有心結。某種程度來說，這是飛行員之間互相較量的良性動力之一。
1996年12月24日，空軍新竹基地第499聯隊第11大隊大隊慶紀念活動，聯隊長王武漢將軍集結16架TF-104G型機（含當時第12中隊進駐新竹基地的1架RF-104G型機）留下歷史性的畫面。1997年8月10日，空軍新竹基地開放民眾參觀，由3架F-104型機（TF-104G型機編號4193前座范姜志平教官、後座李俊斌教官，TF-104G型機編號4178前座胡瑞鴻教官、後座嚴立勳教官，F-104G型機編號4375張玉山教官）與3架幻象2000-5飛行表演，此次為空軍F-104型機在1998年除役前最後一次的公開飛行表演，當日參觀民眾也忠實記錄F-104機隊歷史性的飛行畫面上傳至網路影音平台，讓後人得以目睹F-104型機捍衛台海領空38年的英姿。
1998年5月22日，空軍在台中清泉崗基地舉辦F-104星式戰鬥機除役典禮，由1架TF-104G（編號4186前座胡瑞鴻中校與後座葛光越少將）在滑行道上定點，加大發動機推力伴隨著狼嚎長嘯聲後，隨即右轉入停機坪加入6架展示除役機的行列。葛光越少將步下TF-104G戰機，向時任空軍總司令黃顯榮上將報告：「F-104任務完畢」，並將F-104戰機模型交予黃總司令，從此正式結束F-104機隊長達38年捍衛台海領空的戰備任務。當天洛克希德公司頒發紀念銀盤給F-104飛行時數世界紀錄保持人空軍退役中將孫國安（3115小時，無失事紀錄），遺憾的是並未安排F-104戰機做最後的除役紀念飛行，僅由RF-5E、F-CK-1、幻象2000-5型及F-16四機編隊飛越典禮上空向F-104戰機致敬。中華民國空軍雖然擁有全世界數量最多的除役F-104機隊及引擎零附件，卻未導入除役機「動態保存」機隊的軍史傳承觀念（美國及挪威均擁有除役F-104動態保存機隊），殊為可惜。

### 阿里山計劃
1958年，台海戰役期間，美軍派遣第83戰鬥攔截機中隊（83rd Fighter Interceptor Squadron）12架F-104星式戰鬥機進駐空軍公館基地，基地內亦部署含有核彈頭的鬥牛士飛彈，當時中華民國空軍獲知F-104A最大空速為2馬赫，遠比空軍現役F-86F快了一倍。823砲戰結束之後，情報顯示中国人民解放军空军已逐步換裝更為新銳之俄製MiG-19戰機，中華民國則立即向美方提出軍援F-100超級軍刀機的要求，誰也不敢奢望能夠換裝F-104A。不料美軍竟然主動提出軍援F-104A（1958年美軍服役170架的F-104A晝間近程制空戰鬥機的設計，無法滿足美軍防空司令部的要求，1960年底全面除役後軍援盟邦），當時中華民國國防部審議時卻出現異議 ，原因在裝備一支F-104A中隊的軍援經費，足以裝備三個陸軍野戰步兵師。時任國防部長俞大維博士認為：三個陸軍野戰步兵師對空防沒有任何助益，拍板決定向美國提出軍援一支中隊的F-104A，正式開啟中華民國空軍兩倍音速戰鬥機的時代，其換裝過程即為阿里山計劃。
阿里山一號到十一號計劃，空軍共裝備302架F-104系列戰機(含拆零機)，使用過F-104A/B/D/G/J/DJ、RF-104G、TF-104G多達8種機型，是全世界使用最多F-104機型的國家。
1960年5月，實施阿里山一號計劃，美國軍援5架F-104B，1960年8月美國軍援22架F-104A，空軍第3大隊第8中隊成為美軍以外第一個換裝F-104A/B的盟邦戰術戰鬥機中隊，飛行員由空軍各戰鬥機中隊擇優選拔，入選條件嚴格，空勤體檢標準由駐台美軍醫院負責。1960年5月29日空軍接收首架F-104B(編號4101號)雙座戰鬥教練機，伊朗及越南軍方政要皆來台參觀性能展示。
1963年7月，實施阿里山二號計劃，美國軍援25架F-104G全天候戰鬥機及6架TF-104G雙座戰鬥教練機，由空軍第3大隊第7中隊換裝。
1963年8月，實施阿里山三號計劃，美國軍援8架RF-104G全天候戰術偵察機及2架TF-104G雙座戰鬥教練機，由空軍第6大隊第12戰術偵察機中隊換裝，替換RF-84F機隊。
1964年5月，實施阿里山四號計劃，美國軍援23架F-104G全天候戰鬥機及1架TF-104G雙座戰鬥教練機，由空軍第3大隊第28中隊換裝，替換F-86F，第3大隊成為空軍首支操作F-104的戰術戰鬥機大隊。
1965年，空軍配合美國強化對第三世界國家的軍援政策，將第3大隊第8中隊的阿里山一號計劃F-104A/B封存運交美國，再軍援給約旦皇家空軍及巴基斯坦空軍。1965年5月，實施阿里山五號計劃，美國軍援13架F-104G全天候戰鬥機，由第3大隊第8中隊換裝。
1970年6月，空軍向美國爭取F-4戰機未果，僅獲提供兩個中隊的F-100A與一個中隊的F-104A/B；1970年12月，實施阿里山六號計劃，美國軍援22架F-104A及3架F-104B，由空軍第11大隊第41中隊換裝。
1976年5月，實施阿里山七號計劃，美國軍援7架F-104D雙座戰鬥教練機，由空軍第3大隊接收。
1978年，空軍向美國爭取F-16/79及F-20受到強大政治阻礙，1979年美國與中華民國斷交，美國政府同意以每架46萬5千美金的價格，將西德空軍派駐在美國路克空軍基地（LUKE AFB）的一批66架TF/F-104G轉售給中華民國，此為阿里山八號計劃的由來；1983年7月20日實施阿里山八號計劃，美國軍售西德空軍除役的39架F-104G及27架TF-104G，由空軍第11大隊第41中隊與第42中隊換裝。
1986年9月，實施阿里山九號計劃，美國軍售日本除役的22架F-104J及5架F-104DJ全天候戰鬥機，由空軍第3大隊第7中隊汰換F-104A/B機隊。
1988年1月，實施阿里山十號計劃，美國軍售丹麥及荷蘭除役的15架F-104G全天候戰鬥機及3架TF-104G雙座戰鬥教練機，由空軍第11大隊第48中隊汰換F-100機隊。1989年時，空軍第427聯隊及第499聯隊所屬的6支戰術戰鬥機中隊，與第401聯隊第12戰術偵察機中隊，總共7支中隊裝備F-104系列戰機。其中第7中隊裝備F-104J/DJ，第12中隊裝備RF-104G，另外5支中隊裝備F-104G及TF-104G。
因為洛克希德公司宣布停止供應F-104零組件，空軍最後實施阿里山十一號計劃(拆零機計劃)，美國軍售比利時除役的16架F-104G與8架TF-104G作為拆零機使用。

### 除役
- 1995年空軍新竹基地開始F-104拆零計畫，共拆掉3架TF-104G（編號4187、4174、4188）及9架F-104G（編號4362、4372、4376、4377、4379、4425與3階段汰除機的4366、4418及4419）。
- 1998年4月30日，空軍新竹基地F-104G開始飛往清泉崗基地集中。
- 1998年5月，空軍新竹基地一架RF-104G（編號4378）也轉場往清泉崗基地。
- 1998年5月8日上午9時，空軍新竹基地兩架TF-104G由擔任長機（編號4196）的飛行員張玉山中校（12中隊作戰長，前座）、田立杰中校（12中隊中隊長，後座）及僚機（編號4186）的飛行員萬勝隆中校（12中隊分隊長，前座）、劉樹金上校（499聯隊督察室主任，後座）執行中華民國空軍F-104戰機最後一次飛行任務，任務批號:PC-90，任務性質：轉場PO-CCK，降落於台中清泉崗空軍基地。
- 1998年5月22日上午9時15分，中華民國空軍舉行F-104型戰鬥機除役典禮，將當時僅存的F-104集結至空軍清泉崗基地，典禮中接替F-104空防任務的F-16B、幻象2000-DI、RF-5E、F-CK-1以四機菱形編隊通過會場上空，象徵空軍戰機完成世代交替，並由胡瑞鴻教官與葛光越少將駕駛一架TF-104G（編號4186）滑行至定點，加大發動機推力伴隨著狼嚎聲，隨即轉入停機坪加入六架展示除役機的行列。上午9時20分，葛光越少將步下F-104戰機，向當時的空軍總司令黃顯榮總司令報告：「F-104任務完畢」，並親手將F-104戰機模型交予黃顯榮總司令。自此F-104在台海的歷史寫下句點，TF-104G（編號4186）於當年7月16日，則被送往金門縣的蔣經國先生紀念館展示陳放，台海攔截任務自此以後，由法製幻象2000戰機接替。時任空軍總司令黃顯榮上將頒贈空戰英雄石貝波與胡世霖遺孀紀念牌，洛克希德．馬丁公司也頒贈銀牌予石貝波教官與孫國安空軍中將（首位F-104飛行時數達3千小時飛行員）。最後由前空軍總司令郭汝霖上將按下按鈕，銀白色的彩紙落予會場內F-104G（編號4371）展示機上方，象徵中華民國空軍F-104型戰鬥機正式光榮除役。

## 台海空戰
1950年代，中華民國政府為推行国光计划，不斷出動空軍飛至中華人民共和國進行偵察和轟炸，至1958年後轟炸行動漸止，不過仍時常派出高空（RB-57及U2）或高速（RF-104）偵察機深入大陸。

### 113空戰
1967年1月13日13时，中華民國空軍1架RF-104G執行偵照廈門港內中國人民解放軍海軍潛艇活動任務，遭遇中國人民解放軍空軍12架MiG-19追擊。空軍派遣台海上空4架F-104G前往支援，於金門東北30浬上空發生空戰，二號機胡世霖上尉發射AIM-9B響尾蛇飛彈直接擊中1架MiG-19墜海，四號機石貝波上尉也發射AIM-9B響尾蛇飛彈擊落1架MiG-19墜海，創下F-104型機首次擊落米格機的世界紀錄。

#### 其它說法
- 中華民國空軍先是声称在福建上空4架F-104遭遇2架MiG-19，胡世霖少校和石貝波上尉各使用AIM-9B響尾蛇飛彈各擊落1架MiG-19，F-104G未有损失；实际楊敬宗及其駕駛的F-104G并未返航，后楊敬宗少校的遗孀不满中華民國空軍试图掩盖楊敬宗少校的下落，对外谎称F-104全数返回，最终楊敬宗遺孀聽取僚機座艙錄音，空戰結束後領隊蕭亞民中校要求僚機報數，2號機胡世霖上尉、3號機楊敬宗少校、4號機石貝波上尉都一一回報；但沒有幾分鐘，耳機裡突然傳來「哎呀」一聲，蕭亞民再度要求報數，2號機報完，卻沒有聽到楊敬宗的回報聲音，判斷楊敬宗少校在返航時可能出現「空間迷向」而失蹤墜海作結。
- 中華民國空軍的戰管抄本也有監聽對岸的通話，可以知道當時共軍那邊「一直在叫兩架飛機」，後來突然出現一聲「不要叫了，回不去了！」之後就停止呼叫。[2][3]

- 中国人民解放军空军資料声称，解放军空軍24師4架MiG-19遭遇4架F-104G，原飛行員胡壽根表示擊落楊敬宗駕駛的F-104G。根據胡壽根的描述，當時是向臺灣方向追擊RF-104偵察機時，于海峡上空经地面指挥调头，转而攻击後方的F-104G一個四機編隊，4架MiG-19中只有胡壽根获得射击机会发射30mm机炮弹48枚，而用於攻擊的時間僅有1.1秒，共射出48發炮彈，創造了空戰史上以「打對頭」方式擊落敵機的先例，擊落該編隊中的一架F-104G，MiG-19未有损失。[4]

## 除役展示機列表
由於F-104在中華民國空軍除役時仍擁有龐大的機隊，因此台灣、澎湖、金門各處經常都能見到F-104的除役展示機。以下列出經查證屬實的除役展示機清單。
| 型號    | 編號 | 陳列地點                                             | 陳列方式                   | 備註 |
| ------- | ---- | ---------------------------------------------------- | -------------------------- | --- |
| TF-104G | 4147 | 臺中市沙鹿區空軍清泉崗基地                           | 露天陳列                   | 1998年除役典禮大坪陳展機，陳列於基地大門 |
| F-104D  | 4166 | 高雄市岡山區航空教育展示館                           | 室內地面陳列               | |
| TF-104G | 4171 | 新竹市空軍新竹基地                                   | 露天陳列                   | 位於基地內部，僅有開放活動時始能參觀 |
| TF-104G | 4177 | 高雄市岡山區空軍航空技術學院                         | 露天陳列                   | 位於基地內部，僅有開放活動時始能參觀 |
| TF-104G | 4178 | 臺中市大甲區臺中市軍人忠靈祠                         | 露天陳列                   | |
| TF-104G | 4179 | 臺東縣卑南鄉台東縣軍人忠靈祠                         | 露天陳列                   | |
| TF-104G | 4182 | 高雄市鳥松區高雄市軍人忠靈祠鳥松園區                 | 露天陳列                   | |
| TF-104G | 4186 | 金門縣金寧鄉蔣經國先生紀念館                         | 露天陳列                   | 1998年除役典禮大坪陳展機、最後飛行機 |
| TF-104G | 4189 | 空軍清泉崗基地                                       | 露天陳列                   | 位於基地內部，僅有開放活動時始能參觀 |
| TF-104G | 4192 | 新北市樹林區新北市軍人忠靈祠                         | 露天陳列                   | |
| TF-104G | 4193 | 臺中市北屯區台中市八二三紀念公園                     | 露天陳列                   | 1998年除役典禮大坪陳展機 |
| TF-104G | 4195 | 新竹縣橫山鄉中華科技大學新竹分部                     | 室外地面陳列（半開放廠棚） | 位於校區內並屬於校產，參觀需徵詢警衛同意 |
| TF-104G | 4196 | 基隆市信義區基隆役政公園                             | 露天陳列                   | 1998年最後飛行機 |
| F-104A  | 4241 | 高雄市岡山區空軍軍史館                               | 露天陳列                   | |
| F-104A  | 4253 | 空軍清泉崗基地                                       | 露天陳列                   | 1998年除役典禮大坪陳展機；位於基地內部，僅有開放活動時始能參觀 |
| F-104A  | 4254 | 桃園市大園區原海軍桃園航空基地舊址                   | 狀態不明                   | 原為中正航空科學館展示機，因該館於2014年10月31日閉館移置原海軍桃園基地舊址封存。 |
| F-104A  | 4255 | 空軍新竹基地                                         | 露天陳列                   | 位於基地內部，僅有開放活動時始能參觀 |
| F-104A  | 4256 | 澎湖縣馬公市空軍澎湖基地                             | 露天陳列                   | 位於基地內部，僅有開放活動時始能參觀 |
| F-104A  | 4258 | 高雄市鳳山區中正國防幹部預備學校                     | 露天陳列                   | 位於基地內部，僅有開放活動時始能參觀 |
| F-104G  | 4301 | 空軍清泉崗基地                                       | 露天陳列                   | 1998年除役典禮大坪陳展機；位於基地內部（3聯隊隊史館），僅有開放活動時始能參觀 |
| F-104G  | 4344 | 航空教育展示館                                       | 室內地面陳列               | 1967年一一三空戰戰功機 |
| F-104G  | 4348 | 屏東縣屏東市空軍屏東基地                             | 露天陳列                   | 位於基地內部，僅有開放活動時始能參觀 |
| F-104G  | 4367 | 花蓮縣吉安鄉私立上騰工商（原中華工商2014年更名）     | 露天陳列                   | 位於校區內並屬於校產，參觀需徵詢警衛同意 |
| F-104G  | 4371 | 台中市沙鹿區臺中市立圖書館沙鹿深波分館               | 露天陳列                   | 1998年除役典禮紀念茶會陳展機 |
| RF-104G | 4375 | 花蓮縣花蓮市空軍花蓮基地                             | 露天陳列                   | 位於基地內部，僅有開放活動時始能參觀 |
| RF-104G | 4378 | 高雄市路竹區台鋼科技大學（原高苑科技大學2024年更名） | 露天陳列                   | 1998年除役典禮大坪陳展機；位於校區內，參觀需徵詢警衛同意 |
| F-104G  | 4381 | 宜蘭縣蘇澳鎮宜蘭縣軍人忠靈祠                         | 露天陳列                   | |
| F-104G  | 4393 | 空軍新竹基地                                         | 露天陳列                   | 位於基地內部，僅有開放活動時始能參觀 |
| RF-104G | 4398 | 新竹市東大路康樂公園                                 | 露天陳列                   | |
| RF-104G | 4400 | 彰化縣溪湖鎮溪湖軍機公園                             | 露天陳列                   | 1998年除役典禮大坪陳展機 |
| F-104G  | 4412 | 桃園市大園區大興高中                                 | 室內地面陳列               | 位於校區內並屬於校產，參觀需徵詢警衛同意 |
| F-104G  | 4413 | 空軍軍史館                                           | 室內地面陳列               | 拆除半邊機體蒙皮展示內部結構 |
| F-104G  | 4416 | 臺中市大甲區臺中市軍人忠靈祠                         | 露天陳列                   | |
| F-104G  | 4417 | 彰化縣彰化市八卦山風景區軍機公園                     | 露天陳列                   | |
| F-104G  | 4424 | 臺中市清水區大楊油庫公園                             | 露天陳列                   | 原為新興高中教學用機，2014年轉移至大楊油庫公園現址陳列 |
| F-104J  | 4506 | 南投縣集集鎮集集軍史公園                             | 露天陳列                   | 曾經誤植編號為4303，2016年經熱心退伍軍人與空軍承辦人員重新勘驗機內發動機艙銘牌編號後更新為正確編號                                                                                          |
| F-104J  | 4514 | 臺南市歸仁區國立成功大學歸仁校區                     | 露天陳列                   | 成大航太工程系教學用機 |
| F-104J  | 4515 | 臺中市清水區嘉陽高中                                 | 露天陳列                   | 原為高雄市國立中山大學展示機，2009年轉移至嘉陽高中供該校飛機修護科教學使用；位於校區內，參觀需徵詢警衛同意                                                                                  |
| F-104J  | 4519 | 臺中市烏日區成功嶺陸軍營區                           | 露天陳列                   | 曾經誤植編號為4522；位於基地內部，僅有開放活動時始能參觀 |
| F-104J  | 4522 | 高雄市三民區國立科學工藝博物館                       | 室內地面陳列               | 機號誤植為4303 |
| F-104J  | 4526 | 臺南市南化區南化水庫軍武公園                         | 露天陳列                   | 原為拆零機，未曾服役 |
| F-104J  | 4547 | 桃園市大溪區國防大學理工學院                         | 露天陳列                   | 原為拆零機，未曾服役；位於基地內部，僅有開放活動時始能參觀 |
| F-104DJ | 4595 | 雲林縣古坑鄉中華科技大學雲林校區                     | 露天陳列                   | 原展示於南投縣水里鄉水雲橋旁，2017年1月水里鄉公所以規劃自行車道等理由，要求將該機歸還空軍，後經中華科大出面表示願意接手後，由空軍將該機置於該校雲林校區陳展；位於校區內，參觀需徵詢警衛同意 |

### 捐贈
編號4420號的中華民國空軍的F-104G型除役機，於1997年7月31日經空軍售予逢甲大學航太系教學使用，2006年10月18日，逢甲大學經中華民國空軍同意，將這架F-104G除役機捐贈給美國的經典飛機航空博物館，在完成拆解後運往美國波特蘭的館址。編號4420號F-104G除役機將於修復後以動態保存方式重新飛行。

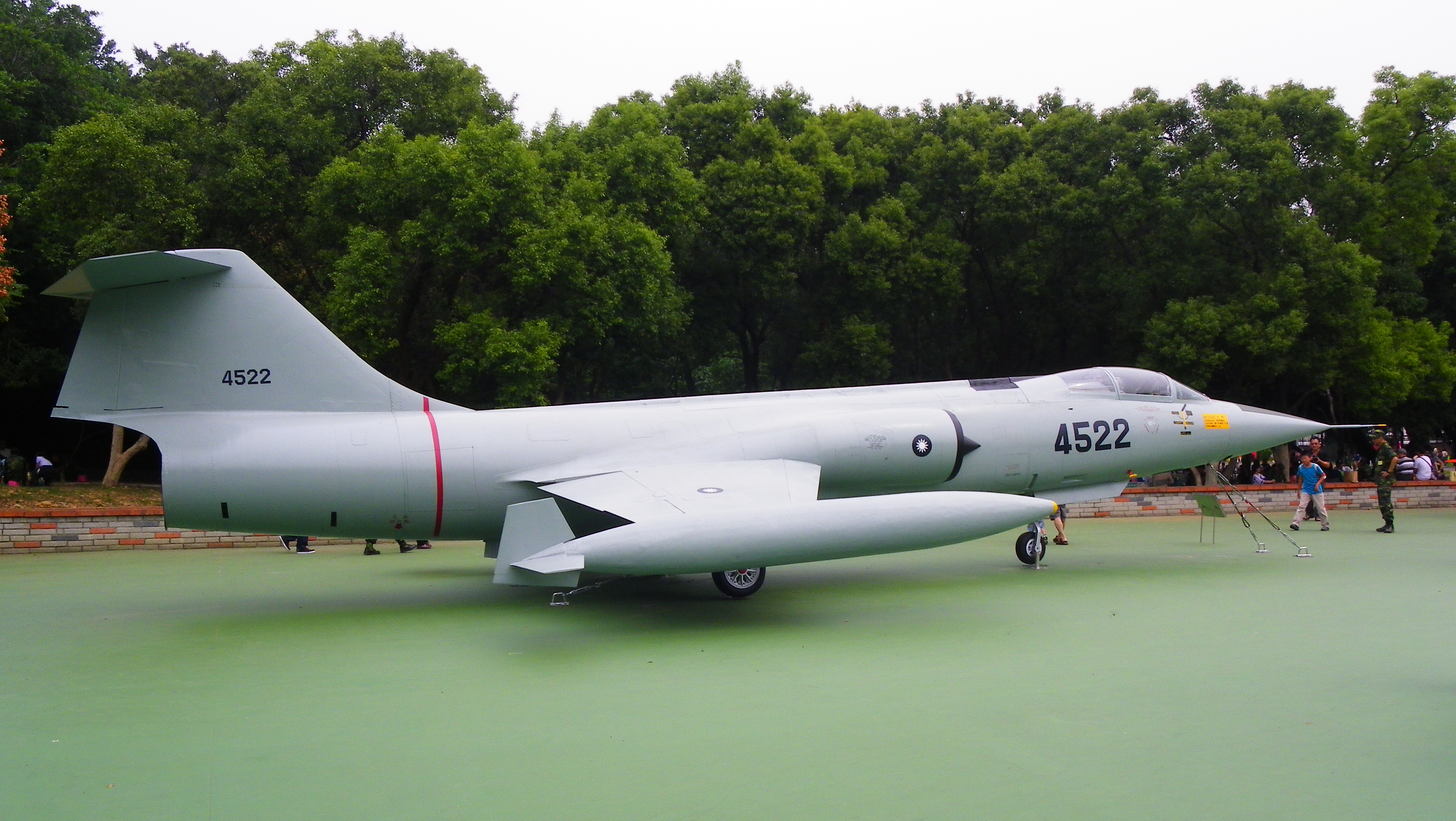
中華民國空軍的F-104戰機

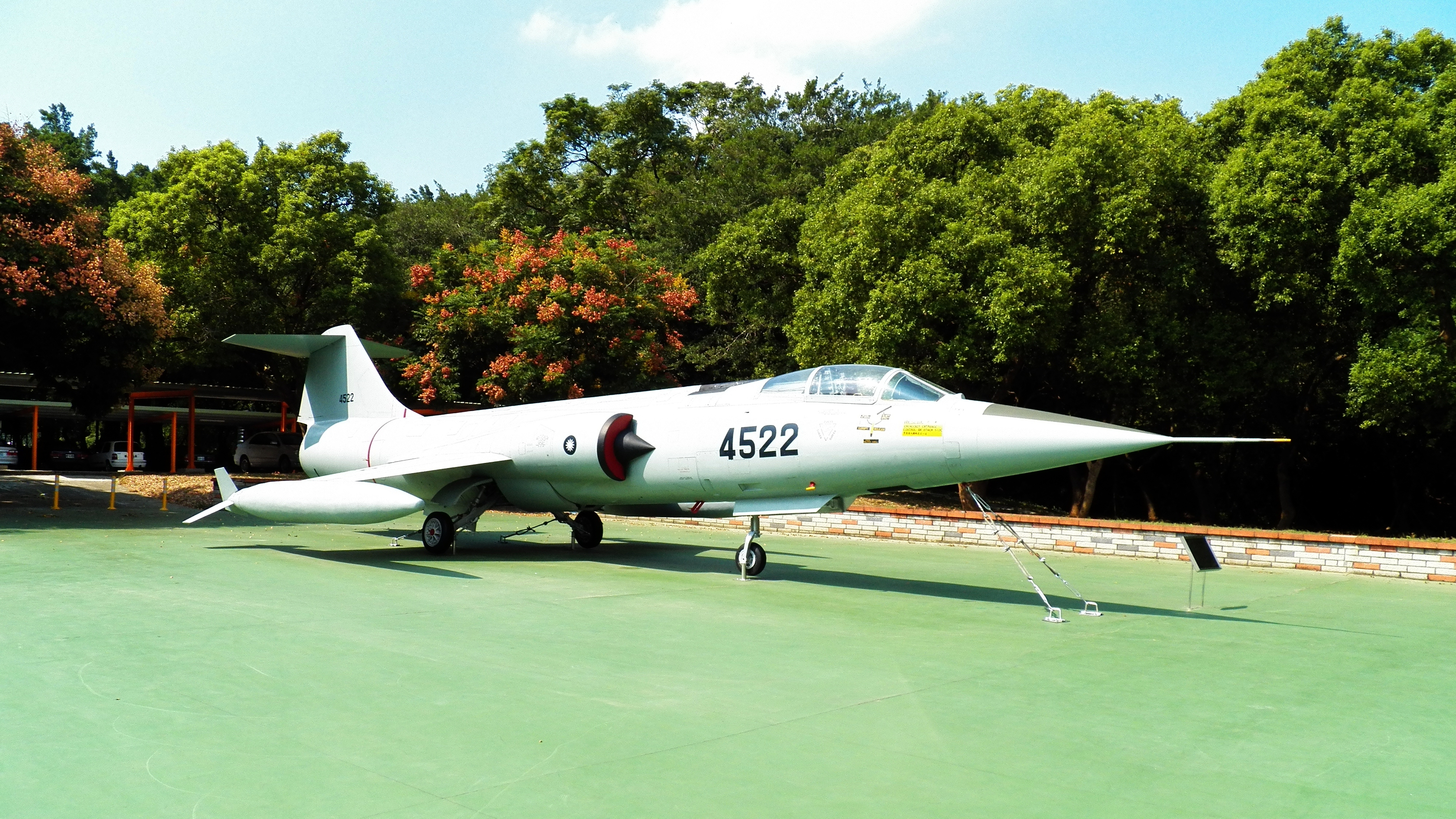
臺中市烏日區成功嶺營區展示F-104J

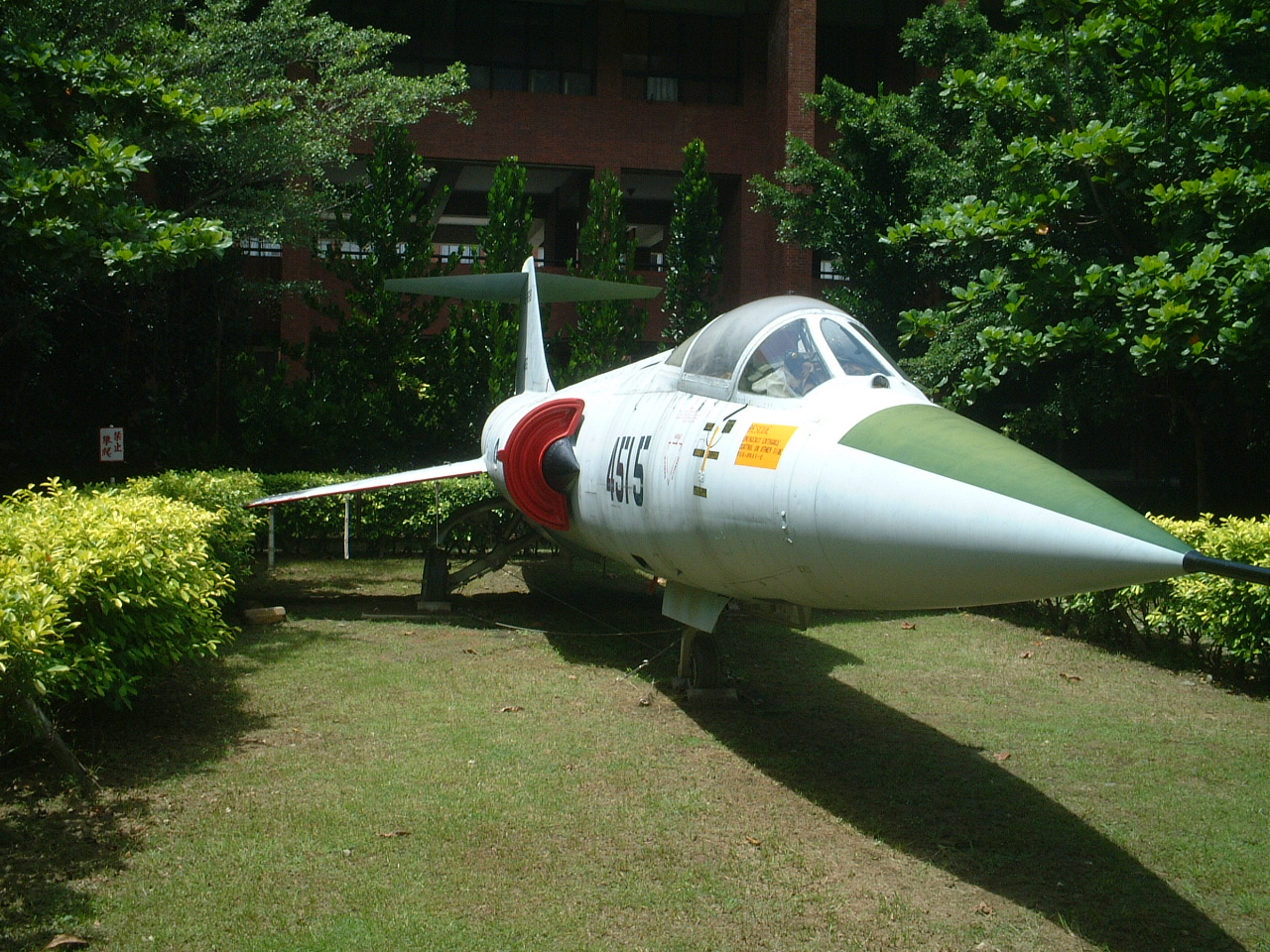
原展示於國立中山大學理學院的F-104，現已移至臺中市嘉陽高級中學

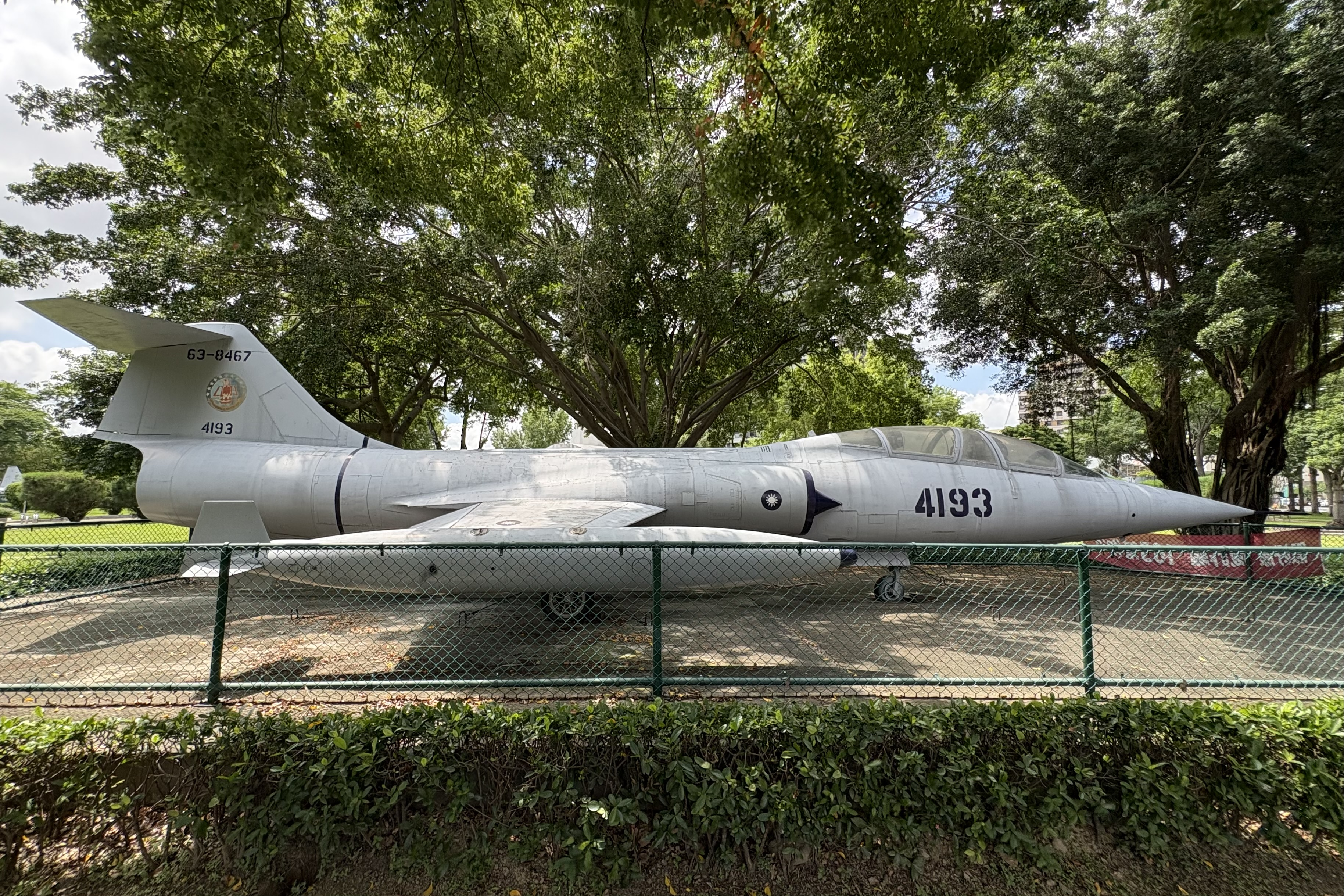
在台中八二三公園內的
洛克希德TF-104G(4193)星式雙座教練機

## 失事紀錄
中華民國空軍自1960年陸續購入304架各型F-104戰機(含拆零機)，在1998年5月22日除役，總計服役長達38年，114架失事，62名飛行員殉職。
| 日期       | 地點                   | 型號    | 編號 | 飛行員                                 | 原因                                                                   |
| ---------- | ---------------------- | ------- | ---- | -------------------------------------- | ---------------------------------------------------------------------- |
| 1960.07.20 | 公館基地               | F-104B  | 4101 | 王繼堯上尉脫困獲救                     | 落地未收油門衝出跑道撞毀（該機後修復）                                 |
| 1961.05.05 | 公館基地               | F-104B  | 4102 | 晏仲華中校、余鴻勛上尉殉職             | 左右襟翼故障失控墜毀                                                   |
| 1962.03.03 | 公館基地               | F-104B  | 4104 | 李叔元上校、顧正華上尉殉職             | 儀表故障致不知實際油量，油盡熄火墜毀                                   |
| 1962.04.05 | 公館基地               | F-104A  | 4202 | 王乾宗中尉跳傘獲救                     | 失控墜毀                                                               |
| 1962.07.12 | 公館基地               | F-104A  | 4203 | 王繼堯少校殉職                         | 發動機熄火墜毀                                                         |
| 1962.10.23 | 公館基地               | F-104A  | 4222 | 朱偉民上尉跳傘獲救                     | 投擲標靶時扳錯電門導致油路關閉，發動機熄火墜毀                         |
| 1963.12.18 | 新竹外海               | F-104A  | 4208 | 范煥榮中尉殉職                         | 起火爆炸墜毀                                                           |
| 1964.10.10 | 台北土城               | F-104A  | 4205 | 王乾宗上尉殉職                         | 國慶分列式結束返航時與4216空中擦撞墜毀                                 |
| 1964.10.10 | 台北土城               | F-104A  | 4216 | 林鶴聲少校殉職                         | 國慶分列式結束返航時與4205空中擦撞墜毀                                 |
| 1965.07.20 | 南投中興新村附近山區   | F-104G  | 4328 | 雷定國中校跳傘獲救                     | 夜間攔截訓練時遭4326撞擊墜毀                                           |
| 1965.07.20 | 南投中興新村附近山區   | F-104G  | 4326 | 李佳志中尉殉職                         | 夜間攔截訓練時撞擊4328墜毀                                             |
| 1965.10.18 | 澎湖外海               | F-104G  | 4329 | 劉憲武中校失蹤                         | 執行夜間巡邏及訓練時墜海失蹤，飛行員於隔年宣告殉職                     |
| 1965.11.24 | 南投山區               | F-104G  | 4327 | 傅季誠中尉殉職                         | 夜間訓練時因管制官引導錯誤，撞山墜毀                                   |
| 1966.04.28 | 公館/清泉崗基地        | F-104G  | 4324 | 李鉅滔中校脫困獲救                     | 起飛失敗衝出跑道墜毀                                                   |
| 1966.05.05 | 澎湖馬公               | F-104G  | 4316 | 洪聰公少校失蹤                         | 執行效能試飛時失蹤，飛行員於隔年宣告殉職                               |
| 1966.05.24 | 台中外海               | F-104G  | 4330 | 曾龍雄上尉失蹤                         | 夜間攔截訓練時失蹤，飛行員於隔年宣告殉職                               |
| 1967.01.13 | 台灣海峽               | F-104G  | 4353 | 楊敬宗少校失蹤                         | 113空戰後返航時失蹤，飛行員於隔年宣告殉職                              |
| 1967.04.19 | 嘉義基地               | F-104G  | 4325 | 鄭德鄰中尉殉職                         | 因雨轉降嘉義基地時降落失敗墜毀                                         |
| 1967.08.25 | 台中大甲溪口外海       | F-104G  | 4335 | 應逸星中尉跳傘獲救                     | 發動機失火墜毀                                                         |
| 1967.11.11 | 嘉義水溪靶場           | F-104G  | 4346 | 關永華少校殉職                         | 炸射訓練時脫離過遲，撞地墜毀                                           |
| 1967.12.04 | 清泉崗基地             | F-104G  | 4310 | 沙國楹少校跳傘獲救                     | 發動機熄火，重新開車失敗後墜毀                                         |
| 1967.12.25 | 澎湖馬公               | TF-104G | 4143 | 孫祥輝少校、黃瑞文上尉失蹤             | 飛機故障改出不及墜海，飛行員跳傘後失蹤，於隔年宣告殉職                 |
| 1968.07.22 | 清泉崗基地             | F-104G  | 4355 | 蔡冠倫上尉重傷獲救                     | 迫降衝出跑道(該機後修復)                                               |
| 1968.09.16 | 清泉崗基地             | F-104G  | 4315 | 詹鑑標少校殉職                         | 發動機熄火墜毀                                                         |
| 1968.12.04 | 清泉崗基地             | F-104G  | 4331 | 周振雲少校跳傘獲救                     | 發動機吸入長機排出之彈鍊、推力消失墜毀                                 |
| 1969.03.20 | 桃園外海               | RF-104G | 5626 | 李志立少校失蹤                         | 返航進雲後於雷達幕消失失蹤，飛行員於隔年宣告殉職                       |
| 1969.05.09 | 清泉崗基地             | F-104G  | 4357 | 黃國平中尉跳傘獲救                     | 降落速度過大，衝出跑道墜毀                                             |
| 1969.11.14 | 清泉崗基地             | F-104G  | 4321 | 王鴻章上尉跳傘獲救                     | 發動機熄火，重新開車失敗後墜毀                                         |
| 1970.05.02 | 清泉崗基地             | F-104G  | 4302 | 張光風中校脫困獲救                     | 起飛時發動機起火，機腹著地墜毀                                         |
| 1970.06.08 | 清泉崗基地             | TF-104G | 4145 | 溫志飛上校、蕭亞民中校殉職             | 降落時操作不當，撞擊跑道清除區障礙物後翻覆墜毀                         |
| 1971.03.16 | 嘉義水溪靶場           | F-104G  | 4345 | 陳霧中尉殉職                           | 於固安演習炸射訓練時脫離過遲，撞地墜毀                                 |
| 1971.04.29 | 清泉崗基地             | F-104G  | 4347 | 卜啟玨                                 | 起飛失敗後報廢(1967.01.13胡世霖擊落MiG-19座機)                         |
| 1971.05.08 | 新竹竹北               | F-104B  | 4122 | 夏繼藻中校跳傘、謝在民上尉殉職         | 發動機熄火墜毀                                                         |
| 1971.05.15 | 澎湖外海               | F-104G  | 4360 | 王法舜上尉殉職                         | 異機種對抗演練時為閃避友機大G操作，空中解體墜毀                        |
| 1971.08.11 | 清泉崗基地             | F-104G  | 4338 | 蔡冠倫上尉跳傘獲救                     | 電子艙起火墜毀                                                         |
| 1971.11.20 | 台中大肚山             | F-104G  | 4333 | 吳家芳上尉殉職                         | 操作不當、高攻角後水平螺旋墜毀                                         |
| 1972.02.23 | 清泉崗基地             | F-104G  | 4352 | 馬龍光上尉超低空跳傘獲救               | 機械故障、失速墜毀                                                     |
| 1972.06.25 | 桃園                   | F-104A  | 4242 | 馮象華上尉輕傷                         | 降落時離長機過近，被捲入其尾流致機體翻滾並衝出跑道墜毀                 |
| 1972.07.25 | 清泉崗基地             | F-104G  | 4358 | 蔡冠倫少校重傷                         | 起飛時發現儀表故障，放棄起飛阻力傘未全開，致衝出清除區起火燒毀         |
| 1972.08.30 | 雲林外海               | TF-104G | 4148 | 王蓉貴中尉跳傘獲救、溫寶良少校跳傘殉職 | 空戰演練時機體機體故障致無法拉起墜海                                   |
| 1973.06.12 | 清泉崗基地             | TF-104G | 4142 | 盛世禮中校和邵倫少校殉職               | 夜間返航時逢大雨及地面雷達導引故障，高度過低撞山失事                   |
| 1973.06.16 | 清泉崗基地             | F-104G  | 4351 | 李大明上尉跳傘獲救                     | 編隊落地重飛時進雲並捲入長機尾流，失速墜毀                             |
| 1973.08.05 | 新竹西南外海           | F-104A  | 4245 | 周錫湘少校跳傘獲救                     | 水平螺旋失速墜毀                                                       |
| 1973.12.10 | 台中外海               | TF-104G | 4144 | 汪健立上校、汪誕嘉上尉失蹤             | 執行雷達低空測試時失蹤，飛行員於隔年宣告殉職                           |
| 1974.04.18 | 台灣海峽               | F-104G  | 4305 | 馬萬祥上尉殉職                         | 墜海                                                                   |
| 1974.06.13 | 新竹基地               | F-104A  | 4260 | 林文禮上校跳傘獲救                     | 發動機推力喪失墜毀                                                     |
| 1974.06.25 | 台灣海峽               | F-104G  | 4313 | 邰肇賡上尉跳傘獲救                     | 發動機故障，重新開車失敗墜毀                                           |
| 1974.08.29 | 屏東基地               | F-104G  | 4311 | 蕭潤宗少校跳傘獲救                     | 副翼失效墜毀                                                           |
| 1974.10.20 | 清泉崗基地             | F-104G  | 4355 | 裴浙昆上尉跳傘獲救                     | 發動機故障墜毀                                                         |
| 1975.07.21 | 清泉崗基地             | F-104G  | 4354 | 傅祈平上尉跳傘獲救                     | 機械故障墜毀                                                           |
| 1975.09.18 | 清泉崗基地             | F-104G  | 4336 | 伍克振中尉跳傘獲救                     | 發動機失火墜毀                                                         |
| 1975.11.01 | 清泉崗基地             | F-104A  | 4261 | 許寧遠上尉跳傘獲救                     | 發動機故障墜毀                                                         |
| 1975.11.16 | 清泉崗基地             | F-104A  | 4248 | 許應勤上尉跳傘獲救                     | 發動機熄火，重新開車失敗後墜毀                                         |
| 1976.02.11 | 嘉義水溪靶場           | F-104G  | 4361 | 梁慶平少校跳傘獲救                     | 炸射訓練完成爬升時發動機熄火，重新開車失敗後墜毀                       |
| 1976.07.25 | 台中外海               | F-104G  | 4334 | 張守屏中尉失蹤                         | 與友機進行異機種對抗時失蹤，飛行員於隔年宣告殉職                       |
| 1976.08.29 | 清泉崗基地             | F-104G  | 4307 | 邰肇賡少校跳傘獲救                     | 發動機故障墜毀                                                         |
| 1976.11.04 | 台中外海               | F-104G  | 4339 | 童澎上尉失蹤                           | 與友機進行異機種對抗時失蹤，飛行員於隔年宣告殉職                       |
| 1977.03.02 | 桃園基地               | RF-104G | 5636 | 傅祈平少校殉職                         | 與5640同飛任僚機，能見度不足，GCA降落失敗墜毀                          |
| 1977.03.02 | 桃園基地               | RF-104G | 5640 | 汪顯群少校殉職                         | 與5636同飛任長機，能見度不足，GCA降落失敗墜毀                          |
| 1977.05.02 | 基隆外海               | RF-104G | 5638 | 杜伯翔中校殉職                         | 墜海                                                                   |
| 1977.05.24 | 南投山區               | F-104A  | 4257 | 鄧奇傑中尉殉職                         | 完成空戰演練後失聯，撞山墜毀                                           |
| 1978.11.25 | 雲林外海               | F-104A  | 4252 | 李天羽中校跳傘獲救                     | 執行效能試飛時發動機故障,重新開車失敗後墜毀                            |
| 1979.01.19 | 屏東基地               | F-104D  | 4163 | 黃植炫中校跳傘獲救                     | 起飛後開後燃器時發生故障，改正無效墜毀                                 |
| 1979.04.25 | 台灣海峽               | F-104G  | 4318 | 陳曉明上尉跳傘獲救                     | 編隊返航時發動機故障墜毀                                               |
| 1980.06.13 | 南投                   | F-104D  | 4165 | 陳緩成少校、傅忠毅中校跳傘獲救         | 失速墜毀                                                               |
| 1980.07.04 | 桃園外海               | RF-104G | 5634 | 曹吉屏上尉跳傘獲救                     | 發動機起火後液壓失效墜毀                                               |
| 1980.07.19 | 清泉崗基地             | F-104G  | 4341 | 戴祥棋少校跳傘獲救                     | 發動機熄火,重新開車失敗後墜毀                                          |
| 1980.10.06 | 清泉崗基地             | F-104G  | 4323 | 伍克振少校跳傘獲救                     | 機械故障墜毀                                                           |
| 1980.12.16 | 桃園外海               | RF-104G | 5630 | 梁玉飛少校跳傘獲救                     | 空間迷向墜毀                                                           |
| 1981.02.17 | 台中外海               | F-104G  | 4343 | 周大同上尉失蹤                         | 發動機故障墜海失蹤,飛行員於隔年宣告殉職                                |
| 1981.07.17 | 清泉崗基地             | F-104G  | 4322 | 楊少焜上尉跳傘獲救                     | 返航時捲入長機尾流,失速墜毀                                            |
| 1981.11.04 | 清泉崗基地             | F-104A  | 4247 | 毛重九少校殉職                         | 高攻角失速墜毀，飛行員跳傘高度過低重傷，送醫不治                       |
| 1982.03.30 | 清泉崗基地             | F-104G  | 4356 | 李元復上尉跳傘獲救                     | 墜毀                                                                   |
| 1982.05.25 | 台灣海峽               | TF-104G | 4146 | 李勝興少校、王台新少校失蹤             | 完成海峽偵巡返航途中於波道切換時失聯，飛行員於隔年宣告殉職             |
| 1982.11.11 | 南投仁愛山區           | F-104G  | 4350 | 趙子鈞上尉殉職                         | 戰術航線單飛，失聯墜毀                                                 |
| 1983.06.26 | 台中大甲               | F-104G  | 4359 | 胡宗俊上尉跳傘輕傷獲救                 | 機械故障墜毀                                                           |
| 1984.04.16 | 台中外海               | F-104A  | 4249 | 田立杰上尉跳傘獲救                     | 編隊集合時進入螺旋無法改出墜毀                                         |
| 1984.06.27 | 台中外海               | F-104B  | 4121 | 王蓉貴中校和傅中英上尉失蹤殉職         | 與友機進行異機種對抗時失蹤，飛行員於隔年宣告殉職                       |
| 1984.07.24 | 台中外海               | F-104G  | 4342 | 張琮田上尉失蹤                         | 編隊集合返場時出現不正常翻滾墜海，飛行員跳傘落海後失蹤，於隔年宣告殉職 |
| 1985.12.23 | 彰化空域               | F-104A  | 4251 | 李俊斌上尉跳傘獲救                     | 失控墜毀                                                               |
| 1986.02.14 | 清泉崗基地             | F-104A  | 4259 | 陳志恆上尉跳傘獲救                     | 發動機噴嘴失效，推力喪失墜毀                                           |
| 1986.04.10 | 清泉崗基地             | F-104G  | 4396 | 王華龍中校跳傘獲救                     | 氣候突變、三度重飛降落皆告失敗後油盡墜毀                               |
| 1986.08.07 | 屏東基地               | TF-104G | 4183 | 任克剛中校殉職、張明仁少校重傷         | 起飛時操縱桿脫落導致飛機失控墜毀                                       |
| 1986.12.01 | 台灣海峽               | F-104G  | 4402 | 吳尚發上尉殉職                         | 夜航墜海                                                               |
| 1987.02.28 | 清泉崗基地             | F-104G  | 4374 | 孟憲琨少校脫困獲救                     | 起飛失敗後機腹著陸，機體起火燒毀                                       |
| 1987.05.14 | 彰化埔鹽               | F-104J  | 4520 | 羅際勳少校跳傘獲救                     | 失控墜毀                                                               |
| 1987.09.04 | 桃園基地               | TF-104G | 4191 | 劉煌燦上尉和姜山明上尉殉職             | 天候惡劣改降桃園基地誤判跑道及滑行道降落失敗墜毀                       |
| 1987.09.11 | 宜蘭南澳鄉澳花村海岸線 | F-104G  | 4386 | 布其方上尉跳傘失蹤                     | 機件故障墜海，飛行員跳傘後失蹤，於隔年宣告殉職                         |
| 1988.02.08 | 台中港北防坡堤         | F-104A  | 4243 | 官鎮福上尉殉職                         | 發動機故障，失速墜毀                                                   |
| 1988.03.23 | 宜蘭礁溪               | TF-104G | 4180 | 潘斗台中校、李德安上尉跳傘獲救         | 發動機熄火墜毀                                                         |
| 1988.05.31 | 桃園基地               | RF-104G | 4392 | 郇正中中校輕傷                         | 與5663同飛任長機，GCA編隊練習重飛時機腹觸地致重落地報廢                |
| 1988.05.31 | 桃園基地               | RF-104G | 5663 | 謝興邦少校重傷                         | 與4392同飛任僚機，GCA編隊練習重飛時機腹觸地致重落地報廢                |
| 1988.08.19 | 台灣海峽               | F-104G  | 4373 | 姚其義少校跳傘獲救                     | 艙壓失效，發動機故障墜毀                                               |
| 1988.09.01 | 台灣海峽               | F-104J  | 4517 | 上尉飛行員跳傘獲救                     | 與友機異機種對抗時陷入水平螺旋後墜海                                   |
| 1989.03.28 | 台中南屯               | F-104G  | 4401 | 孫永惠中校跳傘獲救                     | 機械故障墜毀                                                           |
| 1989.05.23 | 屏東九如               | TF-104G | 4175 | 魏澤堃少校、張金全少校跳傘獲救         | 起飛後發動機起火墜毀                                                   |
| 1989.12.09 | 新竹外海               | F-104G  | 4319 | 唐盛家上尉失蹤                         | 執行攻防演練時擦撞4505墜海，飛行員失蹤，於隔年宣告殉職                 |
| 1989.12.09 | 新竹外海               | F-104J  | 4505 | 葛金琦上尉跳傘獲救                     | 執行攻防演練時擦撞4319墜海                                             |
| 1990       |                        | F-104G  | 4337 |                                        | 重落地報廢                                                             |
| 1990.03.24 | 新竹新豐               | F-104G  | 4421 | 郭建志上尉殉職                         | 天氣突變、GCA故障，於第三次重飛降落時撞山失事                          |
| 1990.03.24 | 桃園新屋               | F-104G  | 4368 | 李中良少校殉職                         | 與4385同飛任長機，天氣突變、太康導航儀失效，墜毀                       |
| 1990.03.24 | 桃園新屋               | F-104G  | 4385 | 胡中英上尉殉職                         | 與4368同飛任僚機，天氣突變、太康導航儀失效，墜毀                       |
| 1990.05.16 | 桃園外海               | RF-104G | 4387 | 張復一中校跳傘獲救                     | 發動機故障墜毀                                                         |
| 1990.12.05 | 台中外海               | F-104J  | 4511 | 楊士菁上尉殉職                         | 閃避、超G致空中解體墜毀                                                |
| 1990.12.17 |                        | F-104G  | 4340 |                                        | 緊急起飛失敗後報廢                                                     |
| 1990.12.21 | 新竹外海               | F-104G  | 4394 | 戴家直上尉殉職                         | 襟翼故障失控墜海                                                       |
| 1991.07.08 | 桃園基地               | RF-104G | 4391 | 郭其揮少校殉職                         | 起飛失敗衝出跑道爆炸焚毀                                               |
| 1991.09.07 | 雲林西螺外海           | TF-104G | 4185 | 葛金琦少校和趙維廉中尉殉職             | 執行最大性能課目時墜海                                                 |
| 1991.10.03 | 台中外海               | F-104G  | 4370 | 王天祜上尉跳傘獲救                     | 機械故障墜毀                                                           |
| 1991.10.12 |                        | F-104G  | 4369 | 張治球上尉跳傘獲救                     | 失控墜毀                                                               |
| 1992.06.01 | 清泉崗基地             | F-104G  | 4312 | 李德安少校殉職                         | 起飛後起落架無法收起，低空通過後失速墜毀                               |
| 1993.03.04 | 新竹尖石               | F-104G  | 4399 | 張復一中校跳傘獲救                     | 改RF-104G機號5664，執行試飛時發動機故障墜毀                            |
| 1996.08.11 | 馬祖海域               | TF-104G | 4184 | 葛季賢中校、李其榮少校跳傘獲救         | 液壓系統失效墜海                                                       |

## 資料來源
1. ↑  .   [2020-08-12]. （原始内容存档于2017-02-06）.
2. ↑  陳孟孟. . ETtoday新聞雲.   [2021-04-14]. （原始内容存档于2021-04-16）.
3. ↑  飛行員的故事 （页面存档备份，存于）, 王立楨著。
4. ↑  台湾海峡上空的最后一次空战：台湾军方谎报战绩 （页面存档备份，存于） 周益《军事文摘》
5. ↑  .   [2020-08-12]. （原始内容存档于2010-07-03）.
6. ↑  逢甲大學F-104捐贈全紀錄[永久]
7. ↑  .   [2020年8月12日]. （原始内容存档于2013年8月23日）.
8. ↑  唐飛、王長河、葛惠敏,2021 p.202~209.

- 王長河、葛惠敏著 用生命築長城－F-104星式戰鬥機臺海捍衛史． 台北，布克文化，2021. ISBN 978-986-5568-29-0.
- 傅鏡平著 F-104星式戰鬥機－中國空軍服役歷史． 台北，中國之翼出版社，2000. ISBN 9578628188.
- 世界の傑作機編集部 世界の傑作機NO.103 F-104 スターファイター． 東京，文林堂，2004. ISBN 9784893191076.
- 世界の傑作機編集部 世界の傑作機NO.104 ロッキード F-104J/DJ “栄光"． 東京，文林堂，2004. ISBN 9784893191083.